# Hodkovce
Hodkovce (dříve Hadkovce, maďarsky Hatkóc) jsou obec na Slovensku v okrese Košice-okolí. 

## Místopis
Obec leží na rozhraní Medzevské pahorkatiny (podcelku Košické kotliny) a Holičky (podcelku Volovských vrchů). Obcí protéká Hodkovský potok, který ústí do Slaného potoka, přítoku Šemšianského potoka. Jižním okrajem obce vede silnice II/548 z Košic do Jasova. V těsném sousedství, východním směrem, leží obec Šemša. Centrum Košic je vzdáleno 18 km východně, Moldava nad Bodvou 19 km jihozápadně. 

## Symboly obce
Obecní znak zobrazuje stříbrný strom s listy vyrůstající ze zelené země. Na levé straně je zobrazen běžící zajíc, v pravé části je zlaté slunce s tváří. Obecní vlajku tvoří čtyři podélné barevné pruhy ukončené třemi cípy, v barvě zelené, žluté, modré a bílé. 

## Historie
Nejstarší dochovaná písemná zmínka o tomto území pochází z roku 1318, samotná obec "Hothkowch" je zmíněna v roce 1427. V roce 1832 si obyvatelé vybudovali kostel a v letech 1841–1846 kroniky uvádějí neúrodné roky a s nimi spojený hlad, ale také epidemii cholery, což zapříčinilo úbytek obyvatel. 
Po vzniku ČSR vznikla obecní samospráva a v tomto období se zmiňuje dobrovolný hasičský sbor. První vídeňská arbitráž způsobila přičlenění území obce k Maďarsku a maďarští vojáci ji opustili až 17. ledna 1945. K osvobození Hodkovcí došlo o dva dny později. 
V lednu 1988 byl vytvořen společný národní výbor s obcí Šemša, ale už v roce 1991 došlo k rozdělení obcí. 
V roce 1948 se v obci rozšířila spála, o dva roky později byl vybudován nový hřbitov. Rovněž v roce 1950 byl pro MNV zřízen obecní dům, na kostele byly instalovány hromosvody. V roce 1952 byla do nových prostor přesunuta kancelář MNV, zřízeno první JZD i prodejna s pohostinstvím. O tři roky později byl vybudován kulturní dům, v roce 1956 byla obec elektrifikována a o rok později přibylo veřejné osvětlení. Začala výstavba budovy požární zbrojnice a v roce 1958 bylo po rozpadu prvního JZD založeno celoobecní zemědělské družstvo. Motorová stříkačka přibyla hasičům v roce 1959, o dva roky byla otevřena prodejna a pohostinství Jednoty, následně byly obnoveny mosty a cesty v obci. Obecní rozhlas byl zprovozněn v roce 1967, kulturní dům a kanceláře MNV byly vybudovány v roce 1972, o dva roky přibyla mateřská škola a v roce 1976 byly vybudovány chodníky a rozšířena hlavní silnice. 
Po roce 1991 začalo zvelebování životního prostředí, zintenzivnila se výsadba zeleně, opraveny byly cesty, veřejné osvětlení, obecní rozhlas a vybudováno bylo dětské hřiště. Z mnoha investic byla v roce 2000 realizována plynofikace obce a v letech 2014 a 2015 byl vybudován veřejný vodovod.

## Kultura a zajímavosti

### Památky
- Římskokatolický kostel Obětování Páně, jednolodní barokně–klasicistní stavba se segmentově ukončeným presbytářem a věží tvořící součást stavby z roku 1832. Obnovou prošel po požáru v roce 1910. Interiér je zaklenut dvěma poli pruské klenby. Svatyně je zaklenuta konchou. Nachází se zde zděný chór. Oltářní obraz Obětování Páně v chrámu, olej na plátně, je dílem Karla Wölcka z roku 1820. Nacházejí se zde dvě polychromované dřevořezby, sv. Anna, Panna Maria a Ježíšek z období kolem roku 1860. Fasáda kostela je hladká, okna jsou půlkruhově ukončena. Věž s terčíkem v korunní římse je ukončena barokní střechou.[5]